# Кохейн, Роберт
Роберт Оуэн Кеохейн (родился 3 октября 1941 года) — американский академик, работающий в области международных отношений и международной политической экономии. После публикации его влиятельной книги «После гегемонии» (1984) его стали широко ассоциировать с теорией неолиберального институционализма в международных отношениях, а также с транснациональными отношениями и мировой политикой в международных отношениях 1970-х годов.
Он является почетным профессором международных отношений в Принстонской школе общественных и международных отношений, а также преподавал в Суортморском колледже, Университете Дьюка, Гарвардском университете и Стэнфордском университете. Опрос ученых-международников 2011 года поставил Кеохана на второе место по влиянию и качеству научных исследований за последние двадцать лет. Согласно проекту Open Syllabus, Кеохейн является наиболее часто цитируемым автором программ курсов политологии в колледжах.

## Биография
Кеохейн родился в госпиталях Чикагского университета. До пятого класса он учился в лабораторных школах Чикагского университета. Когда ему было 10 лет, семья переехала в Маунт-Кэрролл, штат Иллинойс, где он посещал государственную школу, а его родители преподавали в колледже Шимер. После 10-го класса Кеохейн поступил в Shimer по школьной программе раннего поступления, которая с 1950 года позволяет избранным старшеклассникам поступать в колледж до окончания средней школы. Когда позже его попросили сравнить его высшее образование в качестве первого абитуриента в Shimer с его дипломной работой в Гарварде, Кеохейн заметил: «мне не ясно, встречался ли я когда-либо с более умными людьми, чем эти первые абитуриенты». В настоящее время Кеохейн входит в Попечительский совет Shimer College.
Он получил степень бакалавра с отличием в колледже Шимер в 1961 году. Степень доктора философии он получил в Гарварде в 1966 году, через год после того, как поступил на факультет колледжа Суортмор. Он был учеником профессора Гарвардского университета Стэнли Хоффмана. Он описывал Джудит Шклар как своего сильнейшего интеллектуального наставника во время учебы в аспирантуре. Он также описал Кеннета Уолтца и Карла Поланьи как оказавших влияние.